# Mouvement pour une société démocratique
Le Mouvement pour une société démocratique (kurde : Tevgera Civaka Demokratîk, TEV-DEM), est une plate-forme d'organisations civiles qui fédère des collectifs associatifs, syndicaux, politiques, coopératifs, culturels, ethniques et religieux dans le nord de la Syrie. Son objectif final est le confédéralisme démocratique,. Au Rojava, le TEV-DEM assure la majeure partie des services publics.

## Histoire

### Fondation
Le 16 décembre 2011, le TEV-DEM est créé et le Parti de l'union démocratique le positionne pour qu'il accompagne l'insurrection kurde en formant des conseils populaires et en créant des communes,.
Les 11 et 12 novembre 2013, lors de la quatrième session ordinaire du Conseil du peuple du Rojava, le TEV-DEM adopte « La Charte du mouvement de la société démocratique TEV-DEM au Kurdistan de Rojava »,.

### Troisième congrès
Les 27 et 28 aout 2018, s'est tenu son troisième congrès à Qamişlo devant 500 délégués sur le thème « Avec une société libre et organisée, nous garantissons la victoire ». Zelal Ceger et Gharib Hesso ont été élus coprésidents et ont remplacé Asya Abdullah et Aldar Xelil. Le congrès a également élu un conseil d'administration de 64 membres, dont 32 femmes. Aldar Xelil a été chargé des relations diplomatiques. 
Lors de ce congrès, un recentrage vers la société civile a été décidé, ce recentrage s'accompagne d'un transfert des pouvoirs que le TEV-DEM détient aux communes, conseils et aux organes de l'administration autonome. La commission politique du TEV-DEM a été dissoute et les partis politiques qui le composaient sont maintenus hors du mouvement. Cinq partis ( Parti de l'Union libérale du Kurdistan, le Rassemblement national du Kurdistan, le Parti démocratique de la paix du Kurdistan, le Parti démocratique du Kurdistan et plus spécialement le Parti de l'union démocratique ) jouaient un rôle sinon de direction, au moins d'orientation politique. 
La nouvelle coprésidente, Zelal Ceger déclare au sujet de la restructuration du rôle du TEV-DEM : « Il consiste maintenant à former les gens à la société démocratique, à contribuer à l'autonomie, à superviser le fonctionnement démocratique du système et à jouer un rôle de force de proposition ».